# Don Morgan
Pour les articles homonymes, voir Morgan.
Don Morgan est un homme politique provincial canadien de la Saskatchewan. Il représente la circonscription de Saskatoon Southeast à titre de député du Parti saskatchewanais de 2003 à 2024.

## Biographie
Né à Lipton (en) en Saskatchewan, Morgan étudie en droit à l'Université de la Saskatchewan. Il pratique le droit de 1979 à 1988. Devenu président de la Saskatchewan Legal Aid Commission, il est nommé au conseil de la Reine en 1990. De 1992 à 2007, il retourne à la pratique du droit.

### Carrière politique
Élu en 2003, il sert comme critique de l'opposition en matière de justice. Réélu en 2007, il entre immédiatement au cabinet du premier ministre Brad Wall à titre de ministre de la Justice et procureur-général et responsable de Sasktel. D'août 2016 à août 2017, il occupe le poste de vice-premier ministre.
Morgan annonce le 25 août 2023 ne pas vouloir se représenté lors de l'élection de 2024. Il est retiré du cabinet le 29 août 2023, mais est nommé secrétaire provincial pour le reste de son mandat.